# Anthenantia rufa
Anthenantia rufa là một loài thực vật có hoa trong họ Hòa thảo. Loài này được (Elliott) Schult. mô tả khoa học đầu tiên năm 1824.